# Stenamma berendti
Stenamma berendti är en myrart som först beskrevs av Mayr 1868.  Stenamma berendti ingår i släktet Stenamma och familjen myror. Inga underarter finns listade i Catalogue of Life.